# وليام موليجان
تكمن الأهمية التاريخية لوليام إي. موليجان في الوثائق التي تركها بعد وفاته والتي تحتوي على كمية غير عادية من المصادر الأولية والثانوية الفريدة في نوعها بالنسبة لتاريخ شركة أرامكو وتاريخ المملكة العربية السعودية والتي تؤرخ للسنوات المبكرة للشركة وللكثير من الشخصيات الغربية البارزة في الجزيرة العربية في ذلك الوقت.

## سيرته
ولد وليام إي. موليجان (William E. Mulligan) في عام 1918م وحصل على شهادة البكالوريوس من جامعة قونزاقا في سبوكين بولاية واشنطن والتحق بعدها بمعهد هارتفورد اللاهوتي (Hartford Seminary Foundation) في هارتفورد، كونيتيكت حيث التحق هناك بعدة دورات في اللغة العربية والدراسات الإسلامية تحت اشراف العلامة الشهير في مجال الدراسات الإسلامية الدكتور إدوين كالفيرلي (Edwin Elliott Calverley). بعد اكماله لدراسته شغل موليجان عدة وظائف أحدها كمحرر في محطة إذاعية وأخرى كمراسل في صحيفة اليونايتيد برس في ولاية أوريغون.
خدم موليجان اثناء الحرب العالمية الثانية في عدن، وبعد نهاية الحرب بفترة قصيرة التحق موليجان عام 1946م بإدارة العلاقات الحكومية في أرامكو أو كما كانت تعرف حينها بشركـة الزيـت العربيـة الأمريكيـة. عمل موليجان في الأربعينات وبداية الخمسينات مع الحكومة السعودية في ترسيم الحدود كما عين أيضا ولفترات قصيرة في مشروع التابلاين اثناء مراحله التأسيسية الأولى.
مارس موليجان في عام 1946م مهنته القديمة كصحفي حيث قام ولمدة 3 اسابيع بتحرير صحيفة Sun and Flare الأسبوعية التي كانت تصدرها أرامكو لموظفيها. كما ساهم ايضاً بالعديد من المقالات لصحيفة The Arabian Sun الأسبوعية ومجلة Aramco World التي تصدرهما أرامكو وكذلك في العديد من المنشورات الأمريكية التي تصدر في الولايات المتحدة. كما كتب موليجان العديد من المقالات العلمية لموسوعة الإسلام Encyclopaedia of Islam وهو مرجع هام تصدره دار بريل للنشر (Brill) في هولندا منذ عام 1913م.
في سنواته الـ 17 الأولى في الشركة عمل موليجان على نطاق واسع مع المستعرب الشهير جورج س. رينتز الذي أثرى معرفة أرامكو ومعرفة العالم حول حياة ولغة وثقافة المملكة العربية السعودية. ولقد وصف زميله وصديقه الحميم جيمس نايت (James Knight) العلاقة بين موليجان ورينتز بقوله: "لقد أصبح موليجان بالنسبة لجورج رينتز كما كان هاري هوبكنز بالنسبة لفرانكلين روزفلت. لقد كان جورج رينتز هو الباحث الرئيسي والمحرر بينما كان وليام عملياً بمثابة مدير الإنتاج"، استمرت هذه العلاقة الوثيقة بين الإثنين لحين ترك رينتز الشركة عام 1963م. ومن أشهر الدراسات التي تعاون رينتز وموليجان في إصدارها هي الروافد الشرقية لمنطقة الاحساء The Eastern Reaches of al-Hasa Province و عمان والساحل الجنوبي للخليج العربي Oman and the Southern Shore of the Persian Gulf.
شغل موليجان عدة مناصب خلال حياته العملية مع ارامكو، منها منصب المنسق العام لقسم الشؤون العربية ومدير إدارة خدمات العلاقات الحكومية وسكرتير لجنة التبرعات ومعاون لمساعد مدير العلاقات الحكومية. في عام 1978م تقاعد موليجان بعد أن قضى أكثر من 30 عاماً مع أرامكو، لقد كان وليام إي. موليجان يمثل حينها أحد آخر (القدامى الحقيقيين) في شركة أرامكو. بعد تقاعده استقر موليجان في نيو بوسطن في ولاية نيو هامبشير والتي ما أن استقر فيها حتى بدأ ينشط في العديد من الشؤون المدنية. وقد استمر موليجان في الكتابة وفي التحدث عن السعودية وعن أرامكو وانخرط في العديد من منظمات الحقوق المدنية للأمريكان العرب. توفي وليام موليجان في مانشيستر، نيو هامبشير في 14 ديسمبر 1992م.

## أوراق وليام إي موليجان

مكتبة جوزيف مارك لاونجر التذكارية التي أهداها وليام موليجان أوراقه

تتكون أوراق وليام إي. موليجان (The William E. Mulligan Papers) من مراسلات شخصية ورسمية وتقارير ومخطوطات ومواد مطبوعة تتعلق بمهنته في إدارة العلاقات الحكومية في أرامكو من عام 1946 حتى 1978 وهي مرتبة في أكثر من 500 ملف داخل 18 صندوق. وقد ترك موليجان هذه الوثائق والأبحاث المستفيضة لمكتبة لاونجر (Lauinger library) التابعة لجامعة جورجتاون في العاصمة واشنطن، ويعود السبب الذي جعل موليجان يختار هذه الجامعة دون غيرها إلى التقاليد اليسوعية القوية للجامعة وهو ما يتوافق مع تعليمه اليسوعي، أما السبب الآخر فهو لبروز جامعة جورجتاون في حقل الدراسات العربية. حصلت المكتبة على الأوراق كهدية من شيرلي موليجان (Shirley Mulligan) في عام 1993م.
من الوثائق التي تحويها مجموعة أوراق وليام إي. موليجان مخطوطات ومراسلات رئيسه جورج س. برنتز، هاري سانت فيلبي (Harry St. John B. Phillby) المعروف بعبد الله فيلبي، توماس بارقر (توماس بارجر) رئيس أرامكو من عام 1961 حتى 1969، فيوليت ديكسون (فيوليت ديكسون) المعروفة في الكويت بأم سعود وهي زوجة الوكيل السياسي البريطاني في الكويت هارولد ديكسون، ديفيد س. دودج (David S. Dodge) مدير الجامعة الأمريكية في بيروت، وباركر تي. هارت (Parker T. Hart) القنصل الأمريكي في الظهران عام 1949 ثم السفير الأمريكي في السعودية من 1961 حتى 1965، وليام إدي (ويليام إدي) المبعوث الأمريكي فوق العادة والوزير المفوض للسعودية بين 1944 و 1946 والمستشار لشركة أرامكو منذ أواخر الاربعينات حتى الخمسينات الميلادية وزميلاه في قسم الأبحاث العربية: فريدريكو فيدال مكتشف مدفن جاوان وزميله تشالرز ماثيوز (Charles D. Matthews). كذلك تحتوي أوراقه على كميات كبيرة من الصور النادرة والمطبوعات والسير الذاتية لكثير من موظفي الحكومة السعودية الرسميين ورجال الأعمال مثل عبد الله بن حمود الطريقي والشيخ أحمد زكي يماني وسليمان العليان وعدنان خاشقجي ولأعضاء من العائلة الحاكمة وكثيرون آخرون.
إن تاريخ أرامكو هو تاريخ المملكة العربية السعودية الحديثة حيث عمل موظفي أرامكو الأوائل عن قرب مع الحكومة السعودية في بعض من أكثر نشاطاتها اهمية كتأسيس البنية التحتية للمواصلات والاتصالات وترسيم الحدود وقضايا أخرى تتعلق بالعلاقات الخارجية والتعليم والرعاية الصحية والإدارة. في حقيقة الأمر إن شركة أرامكو تعاونت مع الملك عبد العزيز قبل أن تقوم حكومة الولايات المتحدة بإبداء رغبتها في فتح علاقات دبلوماسية مع السعودية. لقد شرعت أرامكو في مهمتها في التعرف على لغة وثقافة وسياسة وجغرافية وتاريخ المملكة العربية السعودية بمنتهي الاجتهاد والدقة، حيث اصدرت العديد من التقارير حول مختلف جوانب الحياة في السعودية وذلك منذ أواخر الثلاثينات الميلادية.

## أعمال اعتمدت على أوراقه
- كتاب Anthony Cave Brown في 1999: Oil, God and Gold: The Story of Aramco and the Saudi Kings
- كتاب لروبرت فيتاليس في 2006: America's Kingdom: Mythmaking on the Saudi Oil Frontier

## وصلات خارجية
• وصلة لكتاب Oil, God, and Gold: The Story of Aramco and the Saudi Kings على موقع أمازون.
• مقالة في الـ Middle East Quarterly تستعرض كتاب Oil, God, and Gold لانطوني براون.
• أرشيف صحيفة أرامكو الأسبوعية Sun & Flare من عام 1945م حتى 1966م من موقع Aramco Expats.